# John Hellins

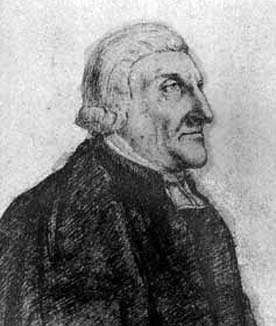
John Hellins

John Hellins (ca. 1749 - 5 april 1827) was een Brits wiskundige, astronoom en pastoor.

## Biografie
Hellins werd rond 1749 in Devon geboren als zoon van een arm gezin. Voornamelijk door zelfstudie bracht hij het tot dorpsonderwijzer en in 1773 tot een assistent van Nevil Maskelyne, de vijfde Astronomer Royal. Hierna werd hij als kapelaan aangesteld in Constantine in Cornwall, gevolgd door eenzelfde functie in onder meer Potterspury in Northamptonshire, waar hij de dorpsschool stichtte. Ondertussen verkreeg bij in 1789 door zelfstudie een graad aan de universiteit van Cambridge, waaraan hij in 1800 afstudeerde in de theologie. Vanwege zijn bijdragen aan de wis- en sterrenkunde werd Hellins in  1796 toegelaten tot de prestigieuze Royal Society, de Britse academie van wetenschappen. Hellins overleed in Potterspury in 1827. De lagere school in die gemeente is naar hem genoemd.

## Wetenschap
Hellins' bijdragen aan de wetenschap waren divers. Vanaf 1780 publiceerde hij essays en boeken over meerdere takken van de wiskunde en de astronomie. Voor een artikel over het berekenen van afwijkingen aan de banen van hemellichamen werd hem in 1799 de Copley Medal toegekend, de wetenschapsprijs van de Royal Society. Daarnaast had hij rond 1800 de wetenschappelijke supervisie over de Engelse vertaling van het wiskundige werk Instituzioni analitiche ad uso della gioventu italiana van de Italiaanse wiskundige Maria Gaetana Agnesi.  Hellins was enige tijd verbonden aan het Koninklijk Observatorium van Greenwich en leverde efemeriden (sterrenkundige tabellen) voor The Nautical Almanac, een belangrijk hulpmiddel voor zeevaarders.
- Gemeinsame Normdatei: 116687444
- International Standard Name Identifier: 0000 0000 5199 7753
- Library of Congress Control Number: nr92007603
- Réseau des bibliothèques de Suisse occidentale: 02-A022830411
- SNAC: w6fg3mh0
- Système universitaire de documentation: 250943328
- Virtual International Authority File: 76677639
- WorldCat: E39PBJfCwRy4m76t74thcbGvHC